# Makemagic
「makemagic」（メイクマジック）は、日本のヴィジュアル系ロックバンド、jealkbのメジャー6thシングル。2010年1月20日発売。発売元はjkb records/R and C Ltd.。

## 概要
表題曲「makemagic」は、映画『10thアニバーサリー 劇場版 遊☆戯☆王 〜超融合!時空を越えた絆〜』主題歌。PVでは、はるな愛と共演。jealkb史上初の外部による作曲・編曲となった。カップリング曲「キワダタサレタ美貌」も、フジテレビ系『ジャンクSPORTS』のエンディングテーマ(2010年1月 - 3月)としてタイアップした。

## 収録曲
1. makemagic（メイクマジック）
  - 作詞:haderu / 作曲:サイトウヨシヒロ / 編曲:Shogo Ohnishi
2. キワダタサレタ美貌（キワダタサレタびぼう）
  - 作詞:haderu / 作曲:小形誠
3. makemagic（instrumental)（メイクマジック・インストゥルメンタル）
4. キワダタサレタ美貌（instrumental)（キワダタサレタびぼう・インストゥルメンタル）